# Phil English

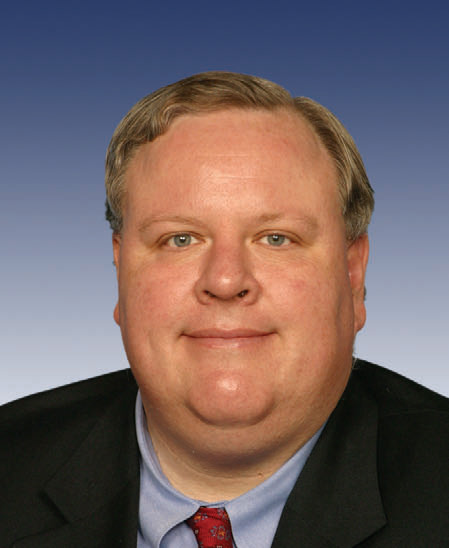
Phil English

Philip Sheridan "Phil" English, född 20 juni 1956 i Erie, Pennsylvania, är en amerikansk republikansk politiker. Han var ledamot av USA:s representanthus 1995–2009.
English avlade 1978 sin kandidatexamen vid University of Pennsylvania. Republikanerna i Pennsylvania nominerade honom 1988 till delstatens finansminister (Pennsylvania State Treasurer) men han förlorade valet mot demokraten Catherine Baker Knoll. Han var sedan medarbetare åt Melissa Hart under hennes fyra första år i delstatens senat.
Kongressledamoten Tom Ridge vann guvernörsvalet i Pennsylvania 1994. English vann kongressvalet och efterträdde Ridge i representanthuset i januari 1995. Han omvaldes sex gånger. Han förlorade sedan mot demokraten Kathy Dahlkemper i kongressvalet i USA 2008.